# Acacia barringtonensis
Acacia barringtonensis é uma espécie de leguminosa do gênero Acacia, pertencente à família Fabaceae.